# Уайтхед, Питер
Питер Уайтхед (англ. Peter Whitehead; 12 ноября 1914 года — 21 сентября 1958 года) — британский автогонщик.

## Карьера
Уайтхед финансировал выступления за счет средств своего семейства. Начал выступления он в 20-летнем возрасте в 1935 году, сначала на автомобиле Alta, после чего в 1936 году приобрел модель ERA B. Покупку в 1938 году он взял с собой в деловую поездку по Австралии, где и выиграл на ней Гран-при Австралии. После Второй Мировой он принял участие в 13 Гран-при новообразованного чемпионата мира, начиная со второго этапа, Гран-при Монако 1950 года. Ему удалось всего единожды финишировать в очках, зато это был подиум — третье место на Гран-при Франции 1950 года. Также он участвовал и в нескольких внезачетных гран-при Формулы-1. Кроме того, в 1951 году он одержал победу в 24 часах Ле-Мана совместно с Питером Уокером за рулем Jaguar.
Питер Уайтхед является первым человеком, которому Энцо Феррари продал гоночный автомобиль собственного производства: это была Ferrari 125, на которой он выступал в течение 1950 — 1952 сезонов. Также Питеру принадлежит первая победа в истории гоночной трассы Mount Panorama Circuit.

## Смерть
Последним значительным достижением Питера стало выступление на 24 часах Ле-Мана 1958 года совместно со своим сводным братом Грэмом Уайтхедом, где он занял второе место, управляя Aston Martin. Через несколько месяцев Питер и Грэм участвовали в Тур де Франс, когда на одном из этапов их Jaguar вылетел с трассы на мосту, пробив ограждения, и упал в 10-метровое ущелье. Грэм, который был в тот момент за рулем, получил тяжелые травмы, Питер же погиб.

## Результаты в Формуле-1
| Легенда к таблице |                                                                    |
| --- | ------------------------------------------------------------------ |
| В таблице перечислены результаты всех Гран-при Формулы-1, в которых принимал участие гонщик. Строками таблицы являются сезоны, столбцами — этапы чемпионата мира. В каждой клетке указаны сокращённое название этапа и результат, дополнительно обозначенный цветом. Расшифровка обозначений и цветов представлена в нижеследующей таблице. |                                                                    |
| \| Пример \| Описание \| \| ------------ \| ------------------------------------------------------------------ \| \| 1 \| Победитель \| \| 2 \| Второе место \| \| 3 \| Третье место \| \| 5 \| Финишировал, заработав очки \| \| Сход \| Не финишировал, но при этом заработал очки \| \| 12 \| Финишировал, не получив очков \| \| НКЛ \| Финишировал, но не попал в финальную классификацию \| \| 15 \| Участвовал вне зачёта, либо по отдельной классификации \| \| 18 \| Не финишировал, но попал в финальную классификацию \| \| Сход \| Не финишировал \| \| НКВ \| Не прошёл квалификацию \| \| НПКВ \| Не прошёл предквалификацию \| \| ДСК \| Дисквалифицирован \| \| ИСК \| Исключён из протокола соревнований \| \| ТТ \| Заявлен для участия только в тренировках \| \| НС \| Участвовал в квалификации, но не стартовал в гонке \| \| Т \| Травмирован или болен \| \| ОТК \| Отказ от участия \| \| НТР \| Прибыл на соревнования, но на трассу не выезжал \| \| НПР \| Был заявлен в числе участников, но не прибыл к началу соревнований \| \| О \| Соревнования отменены \| \| \| Не участвовал \| \| Поул-позиция \| \| \| Быстрый круг \| \| |                                                                    |
| Пример | Описание                                                           |
| 1 | Победитель                                                         |
| 2 | Второе место                                                       |
| 3 | Третье место                                                       |
| 5 | Финишировал, заработав очки                                        |
| Сход | Не финишировал, но при этом заработал очки                         |
| 12 | Финишировал, не получив очков                                      |
| НКЛ | Финишировал, но не попал в финальную классификацию                 |
| 15 | Участвовал вне зачёта, либо по отдельной классификации             |
| 18 | Не финишировал, но попал в финальную классификацию                 |
| Сход | Не финишировал                                                     |
| НКВ | Не прошёл квалификацию                                             |
| НПКВ | Не прошёл предквалификацию                                         |
| ДСК | Дисквалифицирован                                                  |
| ИСК | Исключён из протокола соревнований                                 |
| ТТ | Заявлен для участия только в тренировках                           |
| НС | Участвовал в квалификации, но не стартовал в гонке                 |
| Т | Травмирован или болен                                              |
| ОТК | Отказ от участия                                                   |
| НТР | Прибыл на соревнования, но на трассу не выезжал                    |
| НПР | Был заявлен в числе участников, но не прибыл к началу соревнований |
| О | Соревнования отменены                                              |
| | Не участвовал                                                      |
| Поул-позиция |                                                                    |
| Быстрый круг |                                                                    |

| Сезон | Команда          | Шасси                        | Двигатель            | Ш | 1        | 2      | 3   | 4        | 5        | 6     | 7        | 8       | 9   | Место | Очки |
| ----- | ---------------- | ---------------------------- | -------------------- | - | -------- | ------ | --- | -------- | -------- | ----- | -------- | ------- | --- | ----- | ---- |
| 1950  | Частная заявка   | Ferrari 125 F1               | Ferrari 125 1,5 V12S | D | ВЕЛ      | МОН НС | 500 | ШВА НПР  | БЕЛ      | ФРА 3 | ИТА 7    |         |     | 9     | 4    |
| 1951  | Scuderia Ferrari | Ferrari 125                  | Ferrari 125 1,5 V12S | D | ШВА Сход | 500    | БЕЛ |          |          |       |          |         |     | —     | 0    |
| 1951  | Частная заявка   | Ferrari 125                  | Ferrari 125 1,5 V12S | D |          |        |     | ФРА Сход |          | ГЕР   | ИТА Сход | ИСП     |     | —     | 0    |
| 1951  | G A Vandervell   | Ferrari 375 Thinwall Special | Ferrari 375 4,5 V12  | P |          |        |     |          | ВЕЛ 9    |       |          |         |     | —     | 0    |
| 1952  | Частная заявка   | Alta F2                      | Alta 2,0 L4          | D | ШВА      | 500    | БЕЛ | ФРА Сход |          |       |          |         |     | —     | 0    |
| 1952  | Частная заявка   | Ferrari 125                  | Ferrari 125 2,0 V12  | D |          |        |     |          | ВЕЛ 10   | ГЕР   | НИД      | ИТА НКВ |     | —     | 0    |
| 1953  | Частная заявка   | Cooper T24                   | Alta 2,0 L4          | D | АРГ      | 500    | НИД | БЕЛ      | ФРА      | ВЕЛ 9 | ГЕР      | ШВА     | ИТА | —     | 0    |
| 1954  | Частная заявка   | Cooper T24                   | Alta 2,5 L4          | D | АРГ      | 500    | БЕЛ | ФРА      | ВЕЛ Сход | ГЕР   | ШВА      | ИТА     | ИСП | —     | 0    |